# Obermauk
Obermauk (fränkisch: Maug) ist ein Gemeindeteil der Gemeinde Georgensgmünd im Landkreis Roth (Mittelfranken, Bayern). Obermauk liegt in der Gemarkung Wallesau.

## Geografische Lage
Unmittelbar nördlich des Dorfes fließt der Maukbach, ein rechter Zufluss der Schwäbischen Rezat; jenseits des Baches liegt Mauk, das mit Obermauk eine geschlossene Siedlung bildet. Beide Orte sind mit den angrenzenden Flurgebieten (Nordwesten: Rosenau, Westen: Weiheräcker, Südosten: Oberreut) ringsum von Wald umgeben. Eine Gemeindeverbindungsstraße führt über Mauk zur Bundesstraße 2 (0,5 km nordwestlich) bzw. nach Altenheideck (2,8 km südlich), eine weitere führt nach Röttenbach (2,7 km südwestlich).

## Geschichte
Ursprünglich galten Mauk und Obermauk als eine Ortschaft, die zum Pappenheimer Besitz zählte. Um 1250 gelangte dieser an die Burggrafschaft Nürnberg. 1293 schenkte Burggraf Konrad die Vogtei Röttenbach, zu der auch Obermauk zählte, an die Deutschordenskommende Ellingen. Dies ist zugleich die erste urkundliche Erwähnung von Obermauk. 1350 bestand der Ort aus vier Höfen.
Gegen Ende des 18. Jahrhunderts gab es in Obermauk 14 Anwesen (1 Ganzhof mit Tafernwirtschaft, 2 Dreiviertelhöfe, 3 Halbhöfe, 2 Köblergüter, 1 Gütlein) und ein Gemeindehirtenhaus. Das Hochgericht übte das Kommende Ellingen des Deutschen Ordens aus, die Dorf- und Gemeindeherrschaft sowie die Grundherrschaft über alle Anwesen hatte das Trisoleiamt Ellingen.
Von 1797 bis 1808 unterstand der Ort dem Justiz- und Kammeramt Roth. Im Rahmen des Gemeindeedikts wurde Obermauk dem 1808 gebildeten Steuerdistrikt Wallesau und der 1811 gegründeten Ruralgemeinde Wallesau zugeordnet. Am 1. Januar 1972 wurde Obermauk im Zuge der Gebietsreform in Bayern nach Georgensgmünd eingegliedert.

### Baudenkmäler
In Obermauk gibt es zwei Baudenkmäler:
- Ecce-Homo-Kapelle, 1720 errichtet. Sie erinnert an die Ermordung eines markgräflichen Wildmeisters durch räuberische ungarische Husaren im Jahr 1707.
- Haus Nr. 2: Kleinbauernhaus

### Einwohnerentwicklung
| Jahr      | 001818 | 001840 | 001861 | 001871 | 001885 | 001900 | 001925 | 001950 | 001961 | 001970 | 001987 |
| Einwohner | 55     | 66     | 71     | 65     | 76     | 76     | 63     | 59     | 55     | 51     | 55     |
| Häuser    | 11     | 11     |        |        | 15     | 15     | 14     | 13     | 14     |        | 14     |
| Quelle    | [ 14 ] | [ 15 ] | [ 16 ] | [ 17 ] | [ 18 ] | [ 19 ] | [ 20 ] | [ 21 ] | [ 22 ] | [ 23 ] | [ 1 ]  |

## Religion
Obermauk ist römisch-katholisch geprägt und war ursprünglich nach St. Ulrich (Röttenbach) und ist jetzt nach Maria Königin (Röttenbach) gepfarrt. Die Einwohner evangelisch-lutherischer Konfession gehören zur Pfarrei St. Maria (Wallesau).